# Jiříkov (powiat Bruntál)
Jiříkov (niem. Girsig) – gmina w Czechach, w powiecie Bruntál, w kraju morawsko-śląskim. Według danych z dnia 1 stycznia 2012 liczyła 312 mieszkańców.
Gmina leży na północnozachodnim skraju Niskiego Jesionika.
Dzieli się na pięć części:
- Jiříkov
- Kněžpole
- Křížov
- Sovinec
- Těchanov